# Awhea (fleuve)
Le fleuve Awhea (anglais : Awhea River) est un cours d’eau de l’Île du Nord de la Nouvelle-Zélande. Il est situé dans le district de South Wairarapa dans la région de Wellingon, près du point le plus au sud de l’île du Nord.

## Géographie
Le fleuve Awhea s’écoule vers le sud sur 24 km à partir d’un pays de collines rudes de Martinborough pour atteindre l’Océan Pacifique à 20 km vers l’est du Cap Palliser.